# صندوق الودائع والتنسيب في كيبيك
صندوق الودائع والتنسيب في كيبيك ( كيبيك ) هو مستثمر مؤسسي يدير العديد من خطط التقاعد وبرامج التأمين العامة وشبه العامة في مقاطعة كيبيك الكندية. تأسست في عام 1965 بموجب قانون صادر عن
الجمعية الوطنية في كيبيك ، في ظل حكومة جان ليساج ، كجزء من الثورة الهادئة ، وهي فترة من التغيير الاجتماعي والسياسي في كيبيك. وهو ثاني أكبر صندوق معاشات تقاعدية في كندا، بعد مجلس استثمار خطة معاشات التقاعد الكندية . تم إنشاؤه لإدارة أموال خطة معاشات كيبيك التي تم إنشاؤها حديثًا، وهي خطة معاشات تقاعدية عامة تهدف إلى توفير الأمن المالي للكيبيكيين عند التقاعد. كانت مهمة كيبيك هي استثمار الأموال بحكمة وبشكل مربح مع المساهمة في التنمية الاقتصادية في كيبيك. اعتبارًا من 31 ديسمبر 2023، قامت كيبيك بإدارة أصول بقيمة 434 مليار دولار كندي ، مستثمرة في كندا وأماكن أخرى. يقع المقر الرئيسي لـ كيبيك في مدينة كيبيك في مبنى Price ولديه مكتب أعمال رئيسي في مونتريال في مبنى جاك باريزو.
يعد كيبيك مؤسسة فريدة من نوعها تلعب دورًا حيويًا في التنمية الاقتصادية والاجتماعية في كيبيك وكندا. وهي واحدة من أكبر المؤسسات الاستثمارية وأكثرها تنوعًا في العالم، وتستثمر في قطاعات تشمل الأسهم الخاصة والدخل الثابت والعقارات والبنية التحتية والطاقة المتجددة، في كندا والخارج. كما أنها تدعم الشركات التي يقع مقرها في كيبيك والتي تتمتع بإمكانات النمو وتساهم في خلق فرص العمل والثروة في المقاطعة.
على مر السنين، توسعت هيئة التأمينات والمعاشات التقاعدية في كيبيك من نطاقها وحجمها، حيث تدير أموال خطط التأمين والمعاشات التقاعدية العامة وشبه العامة الأخرى، مثل خطة تقاعد الحكومة والموظفين العموميين (RREGOP)، وخطة معاشات موظفي الإدارة (PPMP)، وصندوق تأمين السيارات في كيبيك. كما قامت بتنويع محفظتها الاستثمارية، من خلال الاستثمار في فئات أصول وأسواق مختلفة حول العالم. وقد أنشأت مكاتب في العديد من البلدان، مثل الولايات المتحدة ، والمكسيك ، والبرازيل ، وفرنسا ، والهند ، والصين ، وسنغافورة ، وأستراليا . كما استحوذت على أو أقامت شراكات مع العديد من الشركات التابعة، مثل إيفانهو كامبريدج (العقارات)، و كيبيك للأشعة تحت الحمراء (البنية التحتية)، وأوتيرا كابيتال (التمويل).

## أنظر أيضاً
- مجلس استثمار سي بي بي
- مجلس استثمار معاشات القطاع العام

## روابط خارجية
- الموقع الرسمي
- CDPQ Infra
- Otéra Capital
- Video prepared for CDPQ's 50th anniversary